# Пантелеимоновская церковь (Павловка)
Пантелеимоновская церковь — церковь в селе  Павловка Киселевского сельского поселения Красносулинского района  Ростовской области.
Адрес храма:  Россия, Ростовская область, с. Павловка Киселевское сельское поселение.

## История
В 1890 году доверенные жители хутора Павловско – Кундрюченского Черкасского округа, относящиеся к приходу Николаевской церкви хутора Гуково–Гнилушанского обратились с прошением к Его Высокопреосвященству, архиепископу Донскому и Новочеркасскому о постройке в хуторе церкви во имя Святого Великомученика и целителя Пантелеймона в память избавления Государя Императора Александра III и всей Августейшей семьи от смерти при крушении поезда 17 октября 1888 года.
Разрешение было получено, но строительство храма началось только через 15 лет. С 1902 года строительство церкви велось подрядчиком Васильевым. Церковь строилась на средства хуторского общества.
В 1905 году церковь была построена, а 26 октября 1905 года освящена. Здание новой каменной церкви каменное было обложено снаружи жженым кирпичом, стояло на каменном фундаменте, покрыто листовым железом При церкви была построена колокольня. Церковь была огорожена железной оградой на каменном цементированном фундаменте. В построенной церкви был один престол во имя Святого Великомученика Пантелеймона.
Святейшим Синодом был определен штат церкви, в который входил священник, псаломщик, просфорни. Вокруг церкви прихожане  посадили 12 тополей по числу апостолов.
В церкви велась метрическая книга, была библиотека из 50 церковных книг, журналов «Кормчий» и «Духовные беседы».
Перед Великой Отечественной войной богослужения в церкви прекратились. В 1943-м году храм был открыт, в 1961-м с храма вновь закрыт, с него были сорвали купола.  В последующем в раме было зернохранилище колхоза, храм постепенно ветшал и разваливался.
В 2015 году в селе Павловка средства местных жителей был открыт молельный дом от Свято-Пантелеимоновской церкви. Молельный дом находится в бывшем домике священника. Сюда была перенесена часть икон Пантелеимоновской церкви.  Службы в новом храме  проходят по церковным праздникам.

## Священнослужители
- Космачев Пётр Петрович (1906-1910).
- Морозов Яков Яковлевич (1910 – 1917).

В настоящее время храм окормляет Иеромонах Никон (Синюшкин), настоятель строящегося храма Всех Скорбящих Радость г. Красный Сулин.